# 김동기 (야구인)
김동기(金東基, 1964년 3월 5일 ~ )는 전 KBO 리그의  청보 핀토스, 태평양 돌핀스, 현대 유니콘스의 선수이다.

## 출신학교
- 인천신흥초등학교
- 동인천중학교
- 인천고등학교
- 인하대학교

## 아마 시절
- 1981년 : 인천고등학교 3학년 때 제1회 세계청소년 야구대회에 국가대표로 뽑혀 우승하여 주역을 얻었다.
- 1982년 : 인하대학교 재학시절  1학년 때 번트대는 모습이었다.
- 1982년 이후 : 국가대표 시절 대륙간배 대표로 뽑혔다.

## 프로 선수 시절
- 1986년 : 인하대학교를 졸업하고  청보 핀토스에 입단하였다.
- 주 포지션은 포수였고 이후 태평양 돌핀스와 현대 유니콘스를 거쳤다.

## 성향
- 전년도 너무 힘을 썼던 탓일까 95시즌 팀의 성적도 하락했고 또한 부상과 부진의 늪에서 헤어나지 못했으며 그 해 2월 18일 큰형(김호기)이 패혈증으로 세상을 떠나[1] 말 그대로 설상가상이었다.

## 에피소드
66경기에 출전해 1할대 타율을 기록하며 부진을 면치 못했고 다음해 새롭게 바뀐 현대에선 48게임밖에 출전하지 못한 채 은퇴의 길로 들어서고 말았다. 그의 마지막 위업은 96년 5월31일 인천 삼성라이온즈전에서 1천게임 출장 달성.
 이는 프로 19번째이며 힘든 포수자리로는 이만수 이후 두 번째이다.
전년도 성적이 저조하면 다음시즌에는 새로운 각오를 다지기 마련. 94시즌을 맞는 본인의 각오도 남달랐다. 
그 좋아하던 술을 자제하고 열심히 야구에만 매달려 후배 김경기와 함께 공포의 'KK포'라 불리며 팀을 이끌었다. 결국 팀은 시즌 내내 태평양 돌풍을 일으키며 시즌 2위를 차지했고 처음으로 한국시리즈에 진출하는 쾌거를 이루었다. 
시즌내내 팀의 안방을 지키며 0.264의 타율에 15홈런, 50타점을 올리며 최고의 포수로 이름을 날렸고 올스타전에도 팬투표로 뽑혀 출전했다. 하지만 골든 글러브 시상식에선 우승팀 LG의 김동수에게 2표차로 정말 아쉽게 밀리고 말았다. 우승과 준우승의 차이었다. 
이렇게 김동기는 최고의 기량을 자랑했지만 상복이 지지리도 없는 선수로도 유명하다. 앞선 88년도에는 6월 29일 인천 OB전에서 왼쪽 발목 부상으로 석고붕대 치료를 받은 뒤 한동안 결장했다가 7월 26일 광주 해태전에서   다시 타석에 섰지만  8월 12일 인천 MBC전에서 기습번트를 시도하고 1루로 달리다가 발목이 접질리며 쓰러져 그대로 시즌을 마감하여 0.358이란 압도적인 타율을 기록했으나 규정타석을 채우지 못했음에도 파랑새존에 홈런 2개,직접타구 1개,간접타구 2개를 날려 가장 많은 액수를 타 그 해 12월 11일 시상한 동아파랑새존 대상(시상금 100만원)의 영예를 안았다.

## 장점
- 대한민국 최고의 투수로 꼽히는 선동열을 상대로 2번의 만루 홈런을 뽑아낼 정도로 강한 면모를 보였다.

## 은퇴 후
- 보험업, 중학교 야구팀 감독, 건설업 등을 했었고,
- 사회인 야구 선수 지도를 거쳤다.
- 현재는 자신의 모교인 인천신흥초등학교 야구부 감독으로 활동 중이다.[4]
- 전 삼미 슈퍼스타즈 및 청보 핀토스 투수 김상기와 형제지간이다.

## 참조
1. ↑  김종훈 (1995년 4월 16일). “올시즌 첫 대포 태평양 김동기 "큰형 영전에 이 홈런을 바칩니다"”. 경향신문. 2020년 10월 28일에 확인함.
2. ↑  “돌고래 9연패…"울고 싶어라"”. 동아일보. 1988년 7월 23일. 2020년 10월 28일에 확인함.
3. ↑  “프로야구 파랑새존 大賞(대상) 太平洋(태평양) 金(김)동기”. 경향신문. 1988년 12월 10일. 2020년 10월 28일에 확인함.
4. ↑  ［피플 인 메모리］"선동열 울리던 '꽃돼지' 다시 뜁니다" 《동아일보》, 2008년 12월 31일